# Circolo Nautico Posillipo 2002-2003
Questa voce raccoglie le informazioni riguardanti il Circolo Nautico Posillipo nelle competizioni ufficiali della stagione 2002-2003.

## Rosa
| N° |                     | Ruolo | Giocatore              |
| -- | ------------------- | ----- | ---------------------- |
|    | Italia (bandiera)   | P     | Bruno Antonino         |
|    | Italia (bandiera)   | P     | Antracite Lignano      |
|    | Italia (bandiera)   | CV    | Maurizio Felugo        |
|    | Ungheria (bandiera) | D     | Tamás Kásás            |
|    | Italia (bandiera)   | D     | Francesco Postiglione  |
|    | Italia (bandiera)   | D     | Andrea Scotti Galletta |
|    | Italia (bandiera)   | D     | Carlo Silipo           |
|    | Ungheria (bandiera) | D     | Barnabás Steinmetz     |

| N° |                    | Ruolo | Giocatore          |
| -- | ------------------ | ----- | ------------------ |
|    | Russia (bandiera)  | A     | Alexander Erychov  |
|    | Italia (bandiera)  | A     | Fabio Galasso      |
|    | Romania (bandiera) | A     | Bogdan Rath        |
|    | Italia (bandiera)  | CB    | Fabio Bencivenga   |
|    | Italia (bandiera)  | CB    | Arnaldo Deserti    |
|    | Italia (bandiera)  |       | Morgan Boiano      |
|    | Italia (bandiera)  |       | Claudio Di Martino |
|    | Italia (bandiera)  |       | Cesare Russo       |